# Parque nacional Río Goulburn

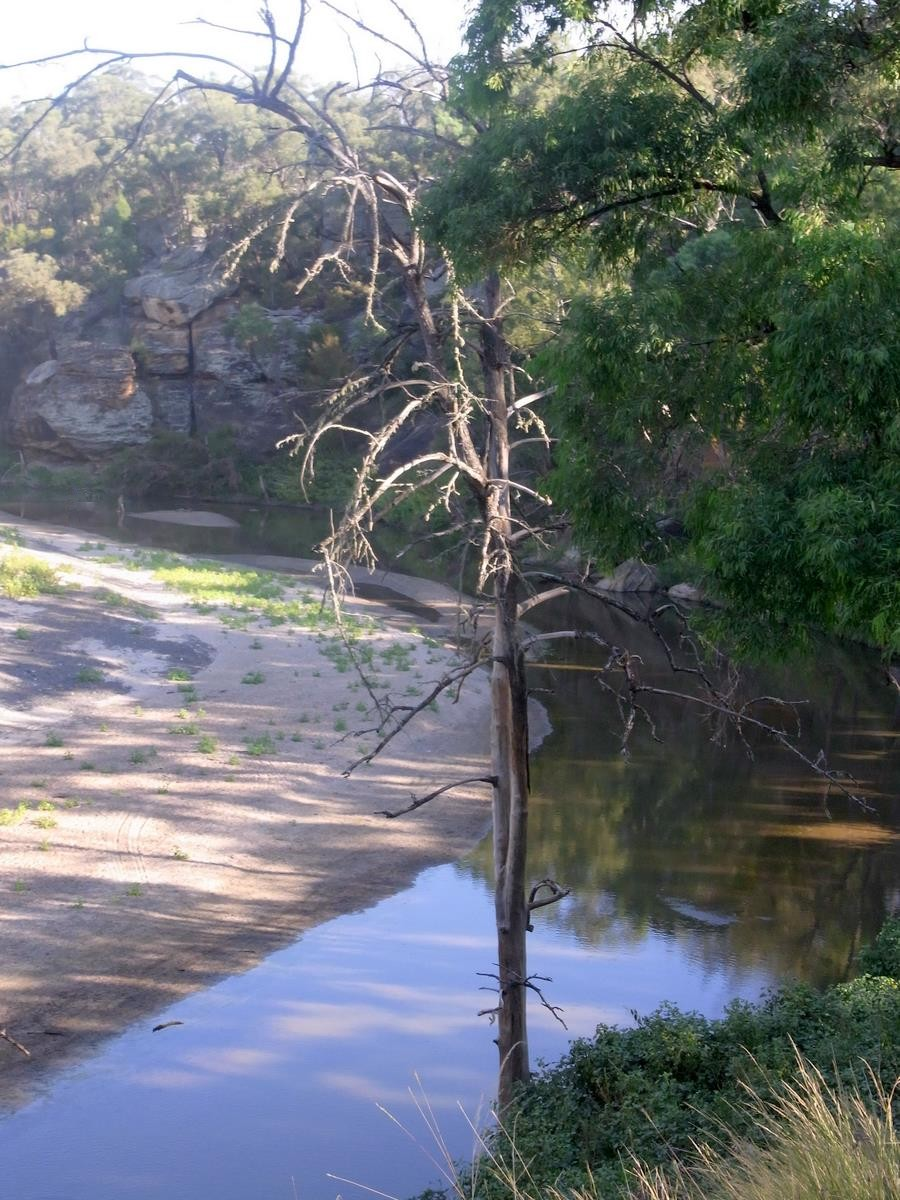
Río Goulburn en el Parque Nacional Goulburn, Nueva Gales del Sur, Australia

El Parque nacional Río Goulburn (Goulburn River National Park) es un parque nacional en Nueva Gales del Sur (Australia), ubicado a 190 km al noroeste de Sídney.

## Datos
- Área: 71 km²
- Coordenadas: 32°21′20″S 150°15′37″E / -32.35556, 150.26028
- Fecha de Creación: 11 de febrero de 1983
- Administración: Servicio Para la Vida Salvaje y los Parques nacionales de Nueva Gales del Sur
- Categoría IUCN: II